# 三菱Pistachio
三菱Pistachio（日语：三菱・ピスタチオ）為日本三菱汽車自1999年至2000年間開發生產的小型三門掀背車。

## 概要與歷史
1999年 - 三菱汽車為了宣傳對環境保護的作為，以熱銷的第八代三菱Minica三門掀背車型（原廠代號GF-H42A）為基底，植入可輸出最大馬力74ps / 6,000rpm、最大扭力10.2kg·m / 4,000rpm的1.1L直列四缸DOHC GDI缸內直噴4A31型引擎，搭配五速手排變速箱及ASG怠速熄火系統，經10・15油耗模式（（日語）10・15モード燃費）測試獲得「1公升燃油可跑30公里」的成績。12月正式上市，以地方自治體或民間工藝團體為銷售對象，雖說限定發售50輛，但實際上可能只製造約40輛，為該公司有史以來生產數量最少的車款。主要配備具有空調系統、動力方向盤、電動車窗、安全氣囊、135/80R13搭配ENKEI鋁合金輪圈等。關於其車名「Pistachio」，來自名為「開心果」的堅果。
2000年 - 2月下旬停產，並於同年3月停售。

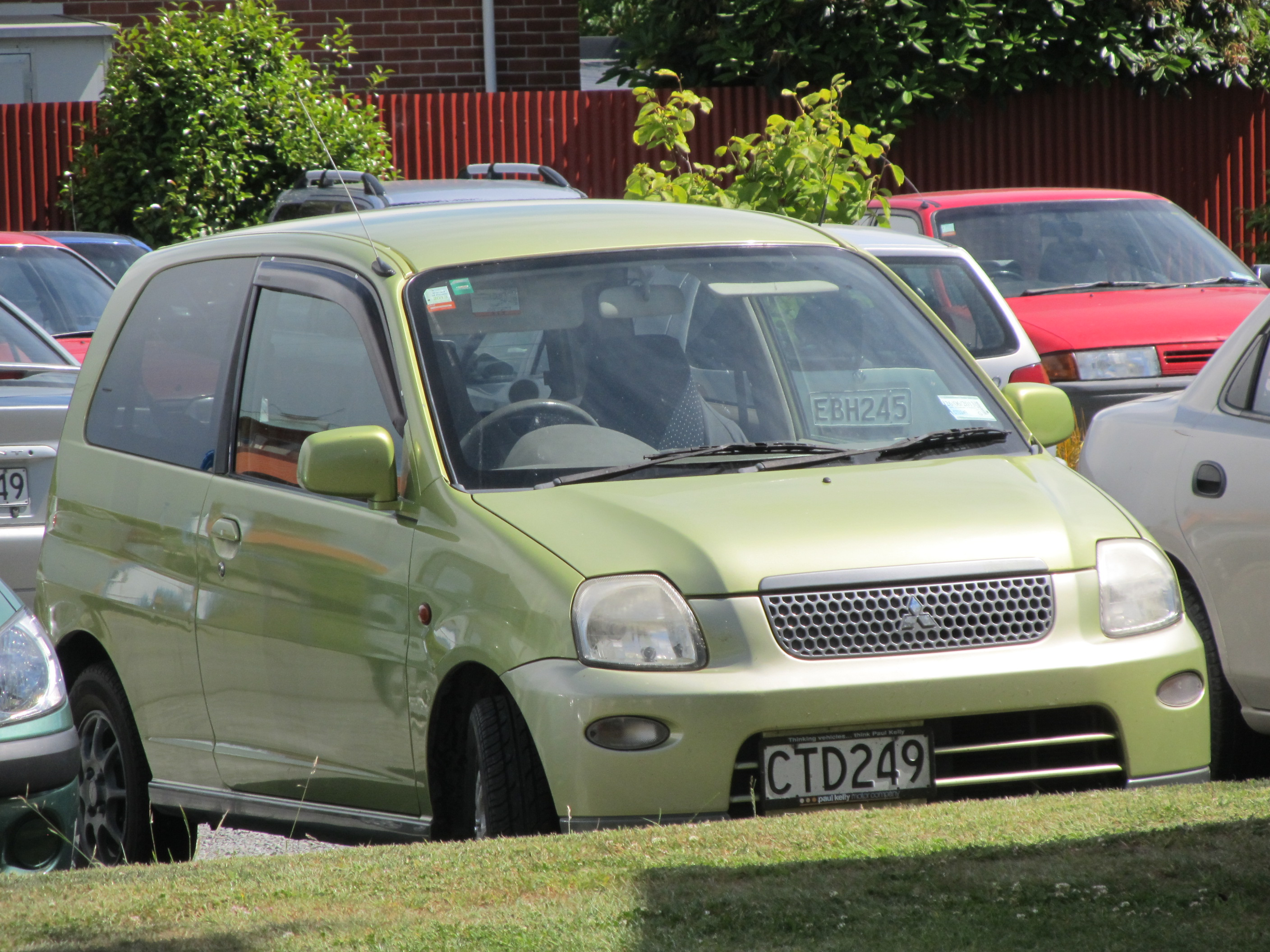

## 外部連結
- （日語）くるまのニュース：MTのみでアンダー100万円!? “激レア”すぎる三菱「ピスタチオ」が「めちゃ」すごかった！ （页面存档备份，存于）